# Apsyrtos
Pour les articles homonymes, voir Absyrtos.
Pour l’article ayant un titre homophone, voir Absyrtos.
Apsyrtos, en grec ancien Ἄψυρτος , est un hippiatre grec.

## Ouvrage
Il décrit le cheval de Thessalie, région dont selon lui provient la meilleure race, meilleure par la taille, l’allure et l’encolure.